# Vorstendom Palts-Simmern (1620-1674)
Het Vorstendom Palts-Simmern of Palts-Simmern-Lautern (Duits: Fürstentum Pfalz-Simmern) was een tot de Boven-Rijnse Kreits behorend land binnen het Heilige Roomse Rijk. Het land werd in 1620 opgericht als apanage voor Lodewijk Filips, de jongste zoon van keurvorst Frederik IV van de Palts. Na de dood van zijn zoon Lodewijk Hendrik in 1678 werd Palts-Simmern weer verenigd met het keurvorstendom.

## Heersers
- 1620 - 1655: Lodewijk Filips
- 1655 - 1678: Lodewijk Hendrik Maurits